# هوانگ جین
هوانگ جین (انگلیسی: Hwang Jin; ۱ ژانویهٔ ۱۵۵۰ – ۱ ژانویهٔ ۱۵۹۳) یکی از ژنرال‌های کره در طی تهاجم ژاپن به کره (۱۵۹۸–۱۵۹۲) بود. او به خاطر دفاعش از جینگجو در جریان محاصره جینگجو در یادها مانده‌است. دو محاصره جینگجو وجود داشت، در اولی پیروزی بزرگی نصیب کره ای‌ها شد در حالیکه در دومی، ژاپنی‌ها قلعه را تصرف کرده و هوانگ جین و کل گردان کره‌ای‌ها کشته شدند. هوانگ جین با دو گلوله تفنگ شمخال به قتل رسید.

## نبرد
او قلعه جینگجو را در جریان حملات ژاپنی‌ها به کره فرماندهی می‌کرد. در ژوئیه سال ۱۵۹۳، قلعه ۳۸۰۰ کره ای از جمله سربازان نامنظم و غیر نظامیان را در خود جای داده بود. فرماندهان ژاپنی من جمله کاتو کیوماسا، اوکیتا هیده‌ایه و  کونیشی یوکیناگا ارتش سی هزار نفره ای را به سمت جینگجو هدایت کردند. ژاپنی‌ها برای بدست آوردن پیروزی اشتیاق داشتند زیرا تویوتومی هیده‌یوشی از نتیجه نبرد اول رضایت نداشت.
به موازات رسیدن ژاپنی‌ها به محل، سربازان کره ای به منظور محافظت از قلعه به سمت دیوارها شتافتند. زمانی که هوانگ جین این شرایط را مشاهده کرد، متوجه شد که نمی‌تواند دروازه‌ها را باز کند زیرا اگر وی به این کار دست می‌زد، ژاپنی‌ها می‌توانستند هجوم آورده و قلعه را تصرف کنند. در نتیجه، فرمانده نیروهای کمکی با بیش از یکصد مرد به پیکار پرداخته و آنها توسط تفنگ‌های فتیله ای ژاپنی‌ها مورد هدف قرار گرفتند.
اگرچه او از این وقایع دلشکسته شد، اما به گردانش دستور داد تا از قلعه دفاع کنند. زمانی که ژاپنی‌ها با پوشش تفنگ‌های چمخال در حال بالا رفتن از نردبان‌ها بودند، کره ای‌ها تخته سنگ و روغن گرم جوشیده را بر سر آنان فرو می‌ریختند. کره ای‌ها نیز با کمان‌ها، خمپاره اندازها، و تفنگ‌های چمخال آتش دشمن را پاسخ می‌دادند. متأسفانه زمانی که ژاپنی‌ها برج‌های محاصره ای را وارد میدان نبرد کردند، کره ای‌ها در مقاومت ناتوان گشتند.
هوانگ جین در کره بخاطر تدابیر دفاعی برجسته و توانایی رهبری اش مشهور می‌باشد. او همچنین به دلیل زنده ماندن با وجود برخورد دو گلوله به بدن تا زمان مرگ بخاطر جراحاتش مشهور شده‌است. هوانگ جین بعد از شش روز با دو گلوله در ناحیه قفسه سینه اش مورد هدف قرار گرفت و در بامدادان نبرد به پاپان رسید. زیر دستانش او را در حالتی یافتند که بریده بریده نفس می‌زد و خسته به نظر می‌رسید. سپس هوانگ جین در حالی که همچنان شمشیرش را در دست داشت چشم از جهان فروبست. او در زمان مرگ تنها ۲۲ سال داشت. روحیه‌ها با مرگ وی فرو ریخت و دژ جینگجو به زودی به دست مهاجمان ژاپنی افتاد.
پادشاه سئونجو بعد از جنگ تفویضی از عناوین بعد از مرگی را به وی اعطا کرد.